# Yate
Yate è una cittadina del Gloucestershire, in Inghilterra. Dal 1960 il paese si è evoluto da villaggio a città e in parte si è sviluppato come una città dormitorio (commuter town) di Bristol. Anche se ufficialmente non è una città di fondazione, ne ha assunto molte caratteristiche. La popolazione al censimento del 2011 era di circa 21 603 abitanti.

## Geografia fisica
Yate è situata a 19 km (12 mi) dalla città di Bristol.

## Storia
Il nucleo della cittadina di Yate si sviluppò attorno ad una casa religiosa nel 770 circa, mentre venne menzionata per la prima volta nel Domesday Book del 1086. Il nome deriva dall'inglese antico giete o gete, ovvero passaggio in una zona di foresta.
Durante il periodo anglosassone e nell'epoca medievale, la maggior parte dell'area era ricoperta da foreste. Attraverso i secoli, la terra è stata poi utilizzata per fini agricoli. La chiesa parrocchiale della città, la St. Mary Curch, risale al periodo normanno, anche se fu modificata nel corso del XV secolo e poi ampiamente restaurata nel 1970.
Nel 1844 è stata aperta una stazione ferroviaria come parte della "Bristol and Gloucester Railway", Yate è diventata così il nucleo centrale del trasporto di bestiame. La stazione è stata chiusa nel gennaio 1965 in seguito al Beeching cuts, per poi essere riaperta nel maggio 1989.
Dal 1960 Yate è stata designata come area di sviluppo cominciando così un processo di boom edilizio. La creazione di una nuova città comprendeva una grande area commerciale per vendita e tempo libero. La città è stata ampliata ulteriormente negli anni 1990 e 2000 con la costruzione di alloggi a North Yate, conosciuti come Brimsham Park.

## Amministrazione

### Gemellaggi
- Bad Salzdetfurth, Germania